# Europäische Föderation der Psychologenverbände
Die Europäische Föderation der Psychologenverbände (gemäß Artikel 1 des Statuts offiziell auch European Federation of Psychologists' Associations oder Fédération Européenne des Associations de Psychologue; Abkürzung EFPA) ist eine Föderation der nationalen Berufs-Fachverbände für Psychologie der europäischen Länder. Mit Stand vom Mai 2024 hatte sie 37 nationale Mitgliedsorganisationen (Full Members) und 16 assoziierte Mitgliedsorganisationen, die rund 400'000 Psychologen vertreten.

## Gründung
Sie wurde 1981 als European Federation of Professional Psychologists’ Associations (EFPPA) in Heidelberg (Deutschland) mit einer ersten Generalversammlung gegründet. 12 nationale Verbände waren beteiligt. Das Büro in Brüssel für die bessere Verbindung zur EU wurde 1997 eingerichtet. 1999 erfolgte die Namensänderung zunächst im Langnamen, 2001 wurde auch die Abkürzung geändert. Damit sollte ausgedrückt werden, dass wissenschaftliche und berufspraktische Arbeit gleichermaßen repräsentiert werden.

## Aufbau
Die heutigen nationalen Mitgliedsverbände repräsentieren alle Länder der EU und weitere europäische Länder.
Folgende Fachorganisationen sind assoziierte Mitglieder der EFPA:
- EAOHP – European Academy of Occupational Health Psychology
- EARA – European Association for Research on Adolescence
- EACLIPT – European Association of Clinical Psychology and Psychological Treatment
- EHPS – European Health Psychology Society
- ESPLAT – European Society of Psychology Learning and Teaching
- EAAP – European Association for Aviation Psychology
- ECPA – European Community Psychology Association
- EAWOP – European Association of Work and Organizational Psychology
- EAPP – European Association of Personality Psychology
- EMDR Europe – Eye Movement Desensitization and Reprocessing
- ESTSS – European Society for Traumatic Stress Studies
- EFPSA – European Federation of Psychology Student's Associations
- EAPA – European Association of Psychological Assessment
- FEPSAC – European Federation of Sport Psychology
- EADP – European Association of Developmental Psychology
- FESN – Federation of the European Societies of Neuropsychology

Mit dem Programm EuroPsy wurde ein einheitlicher europäischer Ausbildungsstandard für die akademische Psychologieausbildung geschaffen.
Eine weitere Aufgabe ist die Verabschiedung ethischer Richtlinien für die europäischen Psychologenverbände, die Grundlage der beruflichen Tätigkeit von Psychologen sein sollen und in nationale Ethikrichtlinien umgesetzt werden (siehe auch: Ethikkommission).
Darüber hinaus wurden weitere europäische Standards erarbeitet:
- Dienstleistungen über das Internet
- Vorgehensweisen beim Feststellen unethischen Handelns
- Regeln für forensische Psychologie (Begutachtung)

Folgende Kommissionen und Arbeitsgruppen (Stand 2021) koordinieren die entsprechenden nationalen Initiativen, wo Repräsentanten der nationalen Verbände jeweils mitarbeiten:
- EFPA „Boards“
  - Scientific Affairs
  - Educational Affairs
  - Ethics
  - Assessment
  - Cultural and Ethnic Diversity
- EFPA „Standing committees“
  - Psychology and Health
  - Psychology in Education
  - Geropsychology
  - Crisis, Disaster and Trauma Psychology (früher Crisis & Disaster)
  - Community psychology
  - Clinical Neuropsychology
  - SC on Work & Organisation

Die Organisation gibt das Journal European Psychologist heraus, das zugleich das offizielle Organ der EFPA ist.
Die Organisation wird heute von einem Board of Directors präsidiert. Präsident (2019–2023) ist Christoph Steinebach (Deutschland). Vizepräsidenten sind Ole Tunold (2019 bis 2023, Norwegen) und Nicola Gale (2019 bis 2023, Großbritannien). Christoph Steinebach vertrat als Delegierter des BDP von 2011 bis 2015, ab 2015 als Schatzmeister die deutschsprachigen Länder.
Mitgliedsverbände im deutschen Sprachraum sind der Föderation Deutscher Psychologenvereinigungen, die Föderation der Schweizer Psychologinnen und Psychologen, der Berufsverband Österreichischer Psychologinnen und Psychologen und der Berufsverband der Psychologinnen und Psychologen Liechtensteins.

## Weblink
- Offizielle Website